# Teaming (micro-dons)
Teaming est une plateforme en ligne qui permet de récolter des micro-dons de 1 € par mois pour une cause sociale. Elle se base sur l'idée que l'union fait la force. Teaming nait en 1998 à partir d'une idée de Jil Van Eyle. Teaming a fait ses débuts en entreprise : les employés des entreprises qui mettaient en place le Teaming faisaient don d'1 € de leur salaire à un projet social sélectionné entre tous. Depuis 2012, Teaming est également disponible en ligne au-delà du monde de l'entreprise. Toute personne qui souhaite soutenir une cause sociale peut le faire en s'inscrivant sur le site et en apportant un moyen de payement utilisé pour le prélèvement mensuel (carte bancaire ou IBAN).

## Les origines de Teaming
L'histoire personnelle de Jil van Eyle est à l'origine de Teaming. Le 8 octobre 1998, sa fille Mónica nait avec une grave maladie : l'hydrocéphalie. Au cours de ses divers contacts avec des fondations, il commence à penser qu'en utilisant des micro-dons en équipe il est plus facile d'aider. Son idée prendra plus tard forme avec la création de Teaming.
L'idée de Jil peut se résumer de la façon suivante : " au lieu de demander une somme importante, on misera sur le travail en équipe ". Dès ses débuts, cette initiative a fait parler d'elle, en Espagne et à l'international grâce au soutien public de Frank Rijkaard, ex-entraineur du FC Barcelone, et de la chanteuse Shakira.

## Teaming en ligne
En 2012, un accord avec Banca Cívica, puis avec Banc Sabadell, permet au projet de voir le jour. La plateforme fonctionne comme une plateforme de crowdfunding, ou financement participatif, mais n'applique aucune taxe d'administration ni commissions, et un accord signé avec Banco Sabadell garantit l'absence de commissions bancaires au sein de la zone euro. Chaque euro donné par le biais de Teaming est reversé à la cause sociale. De 2012 à 2016, Teaming online a permis de récolter plus de 4 millions d'euros pour soutenir plus de 5 700 causes sociales. En 2015, 1,6 million d'euros ont été récoltés.

## Exemples Teaming
Toute personne ou organisme qui veut aider ou a besoin d'aide peut créer un Groupe Teaming. Teaming peut se faire entre voisins pour aider une personne sans domicile fixe, entre amis, ou encore entre collègues de bureau, etc. Les exemples de Teaming sont très variés. Les causes sociales soutenues sont de tous types : Coopération Internationale, éducation, aide à des familles, fonds de recherche scientifique, défense des animaux, etc. Le seul prérequis pour créer un Groupe de micro-dons est que la cause soit à but non lucratif.

## Partenaires
- Banca Cívica
- Banc Sabadell
- Everis (es)